# Feketelábú facincér
A feketelábú facincér (Ropalopus clavipes) a cincérfélék családjába tartozó, Európában és Nyugat-Ázsiában honos, lombos fákon élő bogárfaj. 

## Megjelenése
A feketelábú facincér testhossza 9-25 mm. Az előtor oldalai erősen íveltek, kissé szögletesen kiállók; a szárnyfedők oldalvonalai majdnem a végükig párhuzamosak. Egész teste fénytelen fekete színű, a combjait is beleértve. Az előtor sűrűn, ráncosan pontozott; kiemelkedő, sima, fényes tükörfoltjai nincsenek. Szárnyfedői elöl durván, ráncosan pontozottak, de az első harmadtól a pontozás finom és nagyon sűrű, majd bőrszerűen ráncolt, és a felületét apró, teljesen lesimuló fekete szőrök is fedik.

## Elterjedése és életmódja
Európában és Nyugat-Ázsiában honos, a Pireneusoktól Kis-Ázsián és a Kaukázuson keresztül Délnyugat-Oroszországig. Skandináviából és a Brit-szigetekről hiányzik. Dél-Európában gyakori, de Magyarországtól északra, Cseh- és Németországban erősen megritkult, Dániából és Svájcból ki is pusztult. Magyarországon a hegy-és dombvidékeken, ártéri erdőkben elterjedt, gyakori faj. 
Erdőszélek, erdős sztyeppek, felhagyott kertek, gyümölcsösök lakója. Lárvája különféle lombos fák (gyakran gyümölcsfák, de tölgy, bükk, fűz, éger, hárs, szőlő stb. is) nemrég elhalt vagy beteg ágaiban, vékonyabb (2-14 cm vastagságú) törzsében, vagy élő fa elhalt részében fejlődik. Eleinte a kéreg alatt, kissé a szijácsba is behatolva rágja széles, lapos galériáit, majd a fába is behatol, itt készíti horog alakú bábkamráját, ahol tavasszal bebábozódik. Fejlődése az éghajlattól és a tápláléktól függően egy vagy két évig tart. Az imágó májustól júliusig rajzik, főleg száraz fákon, sérült fák kifolyó nedvén, virágzó bokrokon tartózkodik.  
Magyarországon nem védett.